# Liste der Naturdenkmale in Rittersheim
Die Liste der Naturdenkmale in Rittersheim nennt die im Gemeindegebiet von Rittersheim ausgewiesenen Naturdenkmale (Stand 28. März 2024).

## Naturdenkmale
| Nr.         | Bezeichnung                | Lage                        | Beschreibung                              | Bild                                    |
| ----------- | -------------------------- | --------------------------- | ----------------------------------------- | --------------------------------------- |
| ND-7333-097 | Winterlinde vor der Kirche | Kirchstraße, bei Nr. 7 Lage | Tilia cordata; 12 m hoch bei 2,8 m Umfang | Direkt Bild zu diesem Denkmal hochladen |

## Ehemalige Naturdenkmale
| Nr. | Bezeichnung    | Lage             | Beschreibung                                                    | Bild                                    |
| --- | -------------- | ---------------- | --------------------------------------------------------------- | --------------------------------------- |
|     | Linde          | Hauptstraße Lage | Tilia sp.; Rechtsverordnung aufgehoben                          | Direkt Bild zu diesem Denkmal hochladen |
|     | Zwei Kastanien |                  | Aesculus hippocastanum, zwei Bäume; Rechtsverordnung aufgehoben | Direkt Bild zu diesem Denkmal hochladen |